# Nègre & Ruffin
Nègre & Ruffin war ein französischer Hersteller von Automobilen.

## Unternehmensgeschichte
Das Unternehmen aus Amiens begann 1896 unter Leitung von H. Nègre mit der Produktion von Automobilen. Die Fahrzeuge wurden unter dem Markennamen Nègre angeboten. 1897 endete die Produktion. Insgesamt entstanden nur wenige Exemplare.

## Fahrzeuge
Das einzige Modell war ein Dampfauto. Das Fahrzeug wurde erstmals auf dem Pariser Salon du Cycle im Dezember 1896 ausgestellt und in Betrieb vorgeführt. Der Wagen war mit einem Vierzylinder-Dampfmotor, einem Dampfkessel vom Typ Serpollet und Kettenantrieb ausgestattet. Die Karosserie hatte zwei Sitze und einen Notsitz vor dem Motor. In Abhängigkeit der Drehzahl leistete der Motor zwischen 8 PS bei 200/min und 20 PS bei 1.000/min.

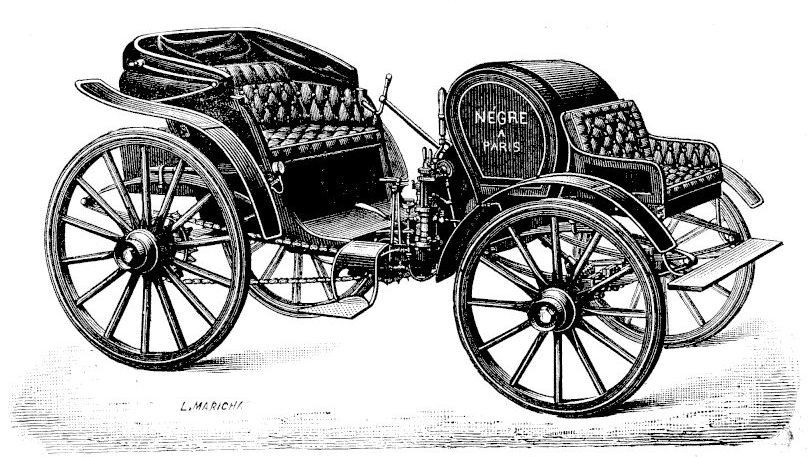
Nègre Dampfwagen (1897)
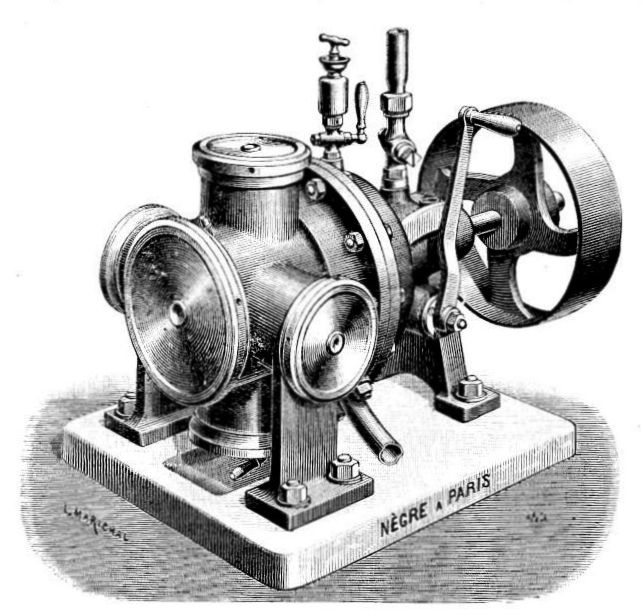
Nègre Vierzylinder-Dampfmotor (1897)